# صفحه‌کلید ساده‌شده دواراک

صفحه‌کلید ساده‌شدهٔ دواراک نوین (چیدمان آمریکایی)

صفحه‌کلید ساده‌شدهٔ دواراک (به انگلیسی: Dvorak Simplified Keyboard)، یک آرایش صفحه‌کلید است که توسط دکتر آگوست دواراک و دکتر ویلیام دیلی در سال ۱۹۳۶ به ثبت رسید.
طی سال‌ها، چندین تغییر جزئی از طرف گروه دواراک یا مؤسسه ملی استاندارد آمریکا اعمال شد. به این ویرایش‌ها نیز صفحه‌کلید ساده‌شده یا صفحه‌کلید ساده‌شدهٔ امریکایی می‌گویند، اما بیشتر با نام صفحه‌کلید دواراک یا چیدمان دواراک شناخته می‌شوند.
طرفداران دواراک مدعی هستند که در چیدمان دواراک، انگشتان نیاز به حرکت کمتری دارند که منجر به افزایش سرعت تایپ کردن و کاهش خطاها در مقایسه با صفحه‌کلید استاندارد کوورتی می‌شود.
ابتدا تنها ادعا می‌شد که این صفحه‌کلید باعث افزایش سرعت تایپ می‌شود، اما در سال‌های بعد ادعا شد که این چیدمان باعث کاهش جراحات تنش تکراری از جمله نشانگان مجرای مچ دستی نیز می‌گردد.
هرچند چیدمان صفحه‌کلید دواراک نتوانست جایگزین چیدمان کوورتی گردد، اما دسترسی به آن ساده است زیرا در همهٔ سیستم‌عاملهای مهم (مایکروسافت ویندوز، لینوکس و مک اواس ده) وجود دارد و می‌توان چیدمان صفحه‌کلید را به آن تغییر داد.
همچنین این چیدمان در برخی صفحه‌کلیدهای ارگونومیک نیز به صورت سخت‌افزاری پیاده شده است.

## واژه‌نامه
1. ↑  Repetitive strain injury